# هری فرانک
هری فرانک (انگلیسی: Harry Frank؛ ۱۵ اکتبر ۱۸۹۶ – ۱۲ دسامبر ۱۹۴۷) یک هنرپیشه اهل آلمان بود.
از فیلم‌ها یا برنامه‌های تلویزیونی که وی در آن نقش داشته است می‌توان به خاک سوزان، عنکبوت، ماریتزا و عذاب عشق اشاره کرد.